# Нигл, Джон
Джон Нигл (англ. John Neagle; 1796—1865) — американский художник-портретист.

## Биография
Родился 4 ноября 1796 года в Бостоне, штат Массачусетс. 
Обучаться живописи начал у рисовальщика Pietro Ancora и Томаса Уилсона (Thomas Wilson) — известного художника из Филадельфии. Уилсон представил его художникам Бассу Отису и Томасу Салли, Джон Нигл стал протеже последнего. 
В 1818 году Нигл сосредоточился на написании исключительно портретов, открыв собственное ателье. Побывал в других местах Америки: в Лексингтоне, штат Кентукки, и в Новом Орлеане, штат Луизиана. Жил и работал в Филадельфии, где в мае 1826 года он женился на падчерице Томаса Салли — Мэри (Mary Chester Sully Neagle).
Джон Нигл был некоторое время директором Пенсильванской академии изящных искусств, а также основателем и президентом (1835–1843) фонда общества Artist's Fund Society of Philadelphia.
Умер 17 сентября 1865 года в Филадельфии и был похоронен на городском кладбище Saint Mary's Catholic Churchyard.

Некоторые работы
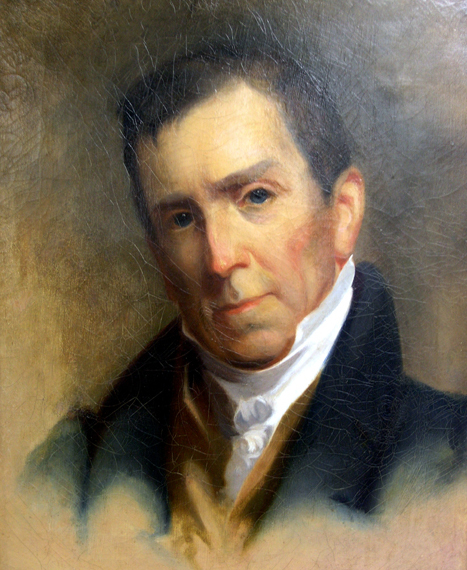
Уильям Дарлингтон
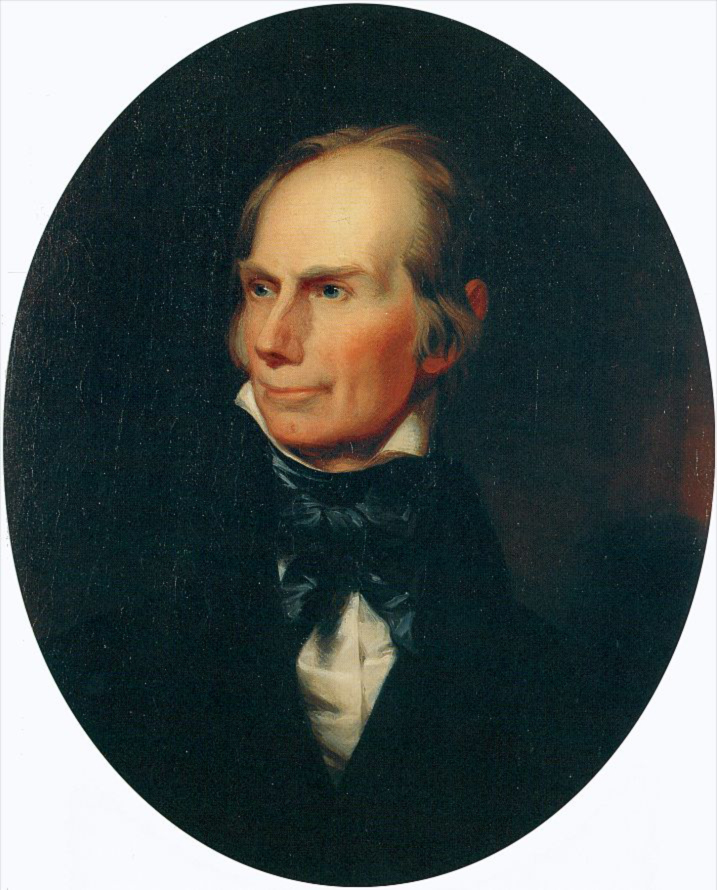
Генри Клей
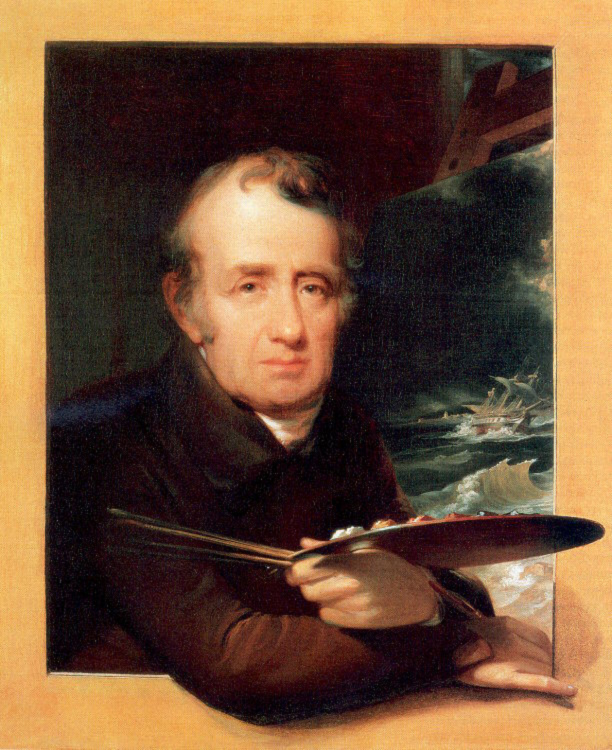
Томас Бёрч